# Tricliceras lobatum
Tricliceras lobatum là một loài thực vật có hoa trong họ Lạc tiên. Loài này được (Urb.) R.Fern. miêu tả khoa học đầu tiên năm 1975.